# Vitrocéramique

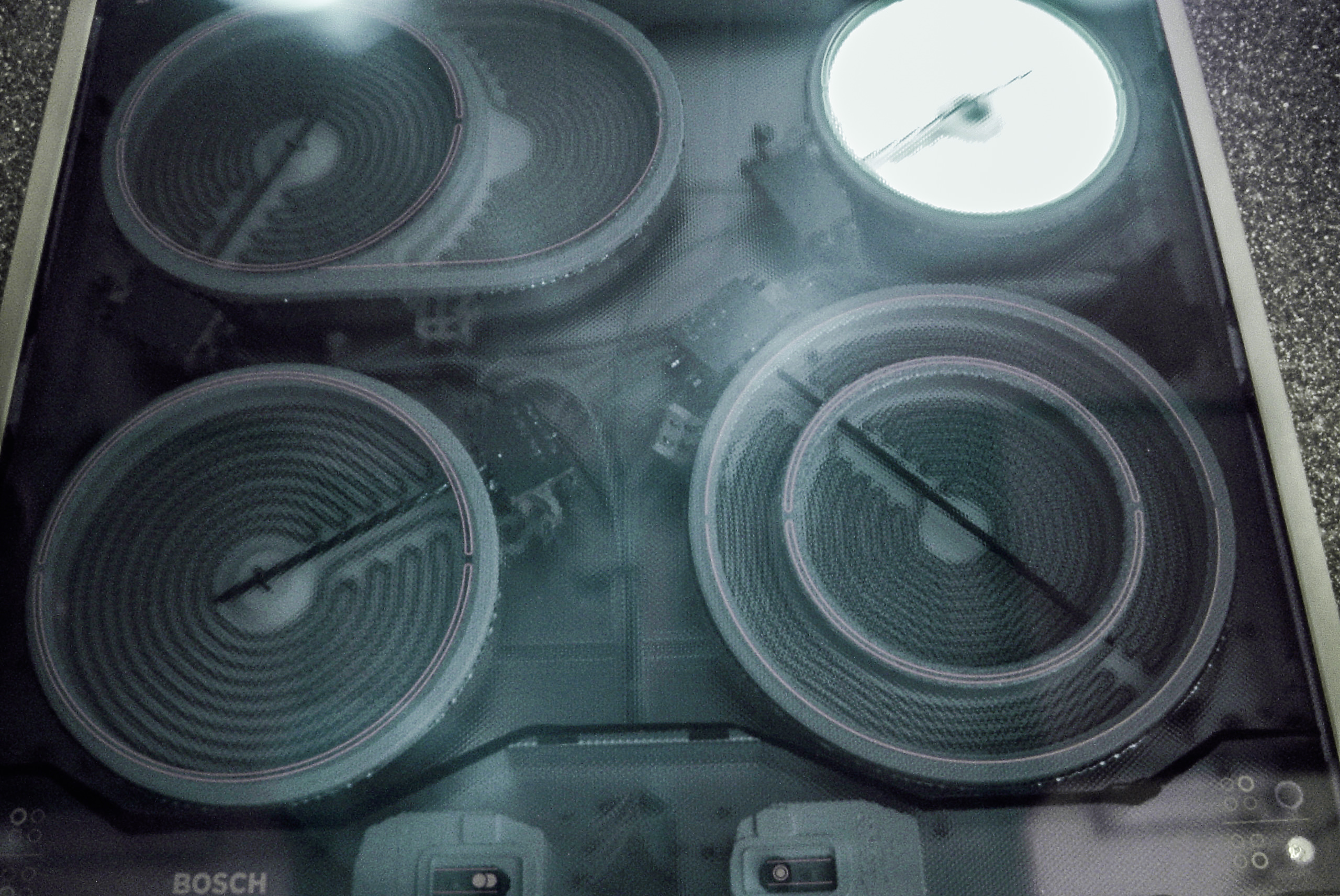
Photographie infrarouge d'une plaque vitrocéramique en Ceran, matériau qui est transparent dans l'infrarouge.

La vitrocéramique est une céramique constituée de microcristaux dispersés dans une phase vitreuse. Inventé en 1954, c'est un matériau récent comparativement au verre et à la céramique. Sa structure particulière lui confère des propriétés qui manquent aux céramiques cristallines, telles que la résistance aux chocs thermiques, qui le rendent très utile pour fabriquer des plaques de cuisson ou des miroirs géants pour télescopes.

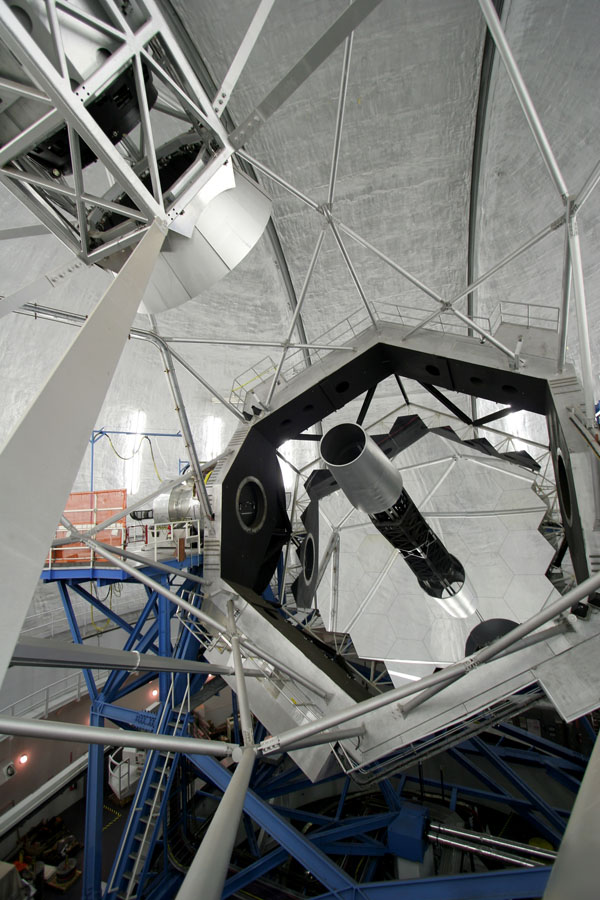
Miroir primaire segmenté en hexagones du télescope Keck II de l'observatoire W. M. Keck. Le miroir est en Zerodur, une vitrocéramique développée par Schott AG.

## Histoire

### Découverte
Bien que l'idée d'une céramique élaborée à partir d'un verre qu'on fait cristalliser ait été déjà émise en 1739 par René-Antoine Ferchault de Réaumur, les moyens techniques nécessaires et la mise en pratique ne virent le jour que plus de deux siècles plus tard.
De conception bien plus récente que le verre et la céramique, la vitrocéramique a pour origine une expérience ratée de S. Donald Stookey (en), un scientifique de Corning Inc, concernant la photo-opalisation. En 1954, lors d'un cycle thermique permettant de traiter les plaques de verre opalisées, le four fut mal réglé à cause d'une panne d’un régulateur de température. La plaque de verre subit une température de 800 °C au lieu de 450 °C ; une fois sortie du four, elle présentait un aspect opaque et une solidité largement supérieure à celle du verre d'origine : en tombant au sol, elle ne n’est pas brisée.
Cette plaque de verre se trouvait être un verre de lithium silicate dans lequel Stookey cherchait à faire précipiter des particules d'argent. L'argent présent dans le verre servit d'agent de nucléation pour faire cristalliser le verre. En menant d'autres recherches, Stookey remarqua que l'argent et les métaux colloïdaux n'étaient pas de bons agents de nucléation, au contraire d'autres agents comme les oxydes de titane et de zirconium (TiO2 et ZrO2).

### Définition actuelle
Au cours des 60 dernières années, l'évolution de nouveaux modes de traitement du verre et de la céramique et l'apparition d'une pléthore de nouvelles compositions et de nano- et microstructures exotiques ont conduit à revoir la définition de la vitrocéramique : la vitrocéramique est un matériau inorganique et non métallique, préparé par cristallisation contrôlée de verres via différents procédés de traitement. Ils contiennent au moins un type de phase cristalline fonctionnelle et un verre résiduel. La fraction volumique cristallisée peut varier du ppm à presque 100 %.

## Fabrication
La vitrocéramique est obtenue après le traitement thermique spécifique d'une pâte de verre spéciale appelée « verre précurseur », dans laquelle est introduite une faible quantité d'agent de nucléation. Les agents doivent être répartis de la manière la plus homogène possible de façon que la cristallisation le soit également. Le résultat est un matériau partiellement microcristallisé et partiellement vitreux. Le type et la configuration des cristaux dépendent largement de la composition du verre précurseur.
Une méthode plus récente consiste non plus à céramiser une pâte de verre, mais à fritter et à faire cristalliser de la poudre de verre.

### Verres précurseurs
Les verres précurseurs peuvent être classés en plusieurs grandes catégories, chacune possédant ses familles et ses propriétés particulières : les silicates de métaux alcalins et de métaux alcalino-terreux, les aluminosilicates, les fluorosilicates (en), les silicophosphates, la fayalite, des phosphates, des verres de structure similaire à celles de la pérovskite ou de l'ilménite, des ferrites de baryum et des titanates de baryum.

### Agents de nucléation
Il existe deux types d'agents de nucléation, ou nucléants :
- des métaux et des composés chimiques solubles, à haute température, dans le verre mais qui précipitent lorsque la température baisse ;
- des oxydes qui agissent comme séparateurs de phase, l'interface entre les phases permettant la génération des cristaux.

Parmi les métaux solubles dans le verre précurseur, on trouve le cuivre, l'or, l'argent et le platine.

## Applications

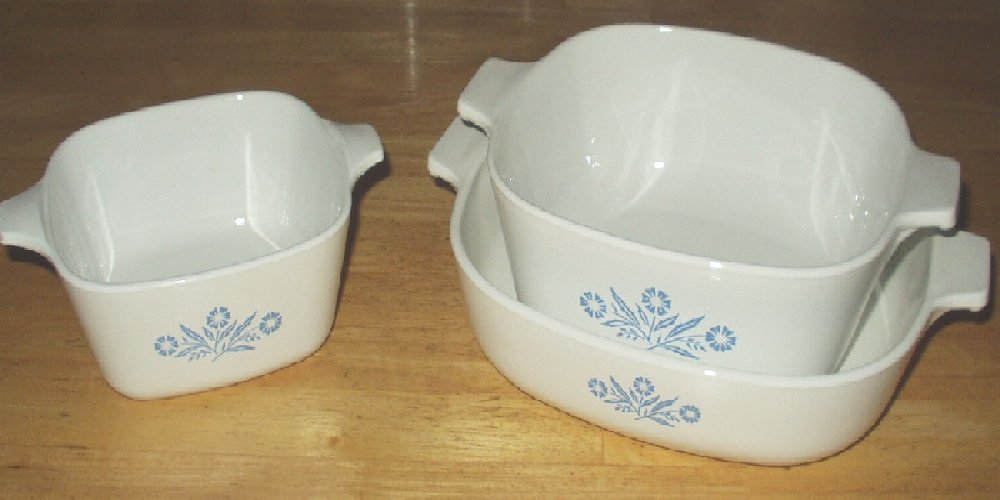
Matériel de cuisson en vitrocéramique blanche CorningWare.

Les vitrocéramiques sont utilisées dans des domaines extrêmement divers, tous nécessitant une bonne résistance aux chocs thermiques et une déformabilité très faible avec la chaleur.
Les vitrocéramiques furent très rapidement utilisées, un à deux ans après leur découverte. Le Pyroceram (en), de Corning Glass Works, fut une vitrocéramique utilisée pour le radôme d'un missile balistique. Le verre précurseur du Pyroceram est un eutectique du système ternaire MgO, Al2O3, SiO2, auquel on a ajouté de l'oxyde de titane comme agent de nucléation, formant une vitrocéramique essentiellement composée de cordiérite (2 MgO, 2Al2O3, 5SiO2) avec un coefficient de dilatation thermique de 26 × 10−7 K−1, des pertes diélectriques très faibles et une bonne résistance à l'abrasion.
Les vitrocéramiques CorningWare furent développées vers la même époque pour une utilisation en tant qu'ustensile de cuisine. Sous la forme de vaisselle blanche, cette vitrocéramique est basée sur le système ternaire LiO2, Al2O3, SiO2 dit « LAS » sous la forme de β-spodumène (LiO2 Al2O3 4SiO2).